# Nago-Torbole
Nago-Torbole (Nach e Tùrbule in dialetto gardesano; Nach e Tórbole in dialetto trentino) è un comune italiano sparso di 2 752 abitanti della provincia autonoma di Trento. Il suo territorio va dai 63 metri sul livello del mare fino ai 2 078 metri della cima del monte Altissimo di Nago. Fa parte della Comunità Alto Garda e Ledro.
Prende il nome dai due principali centri abitati che lo compongono, molto vicini e di dimensioni simili: Nago (222 m s.l.m.), che si trova alle pendici del Monte Altissimo, e Torbole (sede municipale) in riva al lago di Garda.

## Geografia fisica

### Territorio

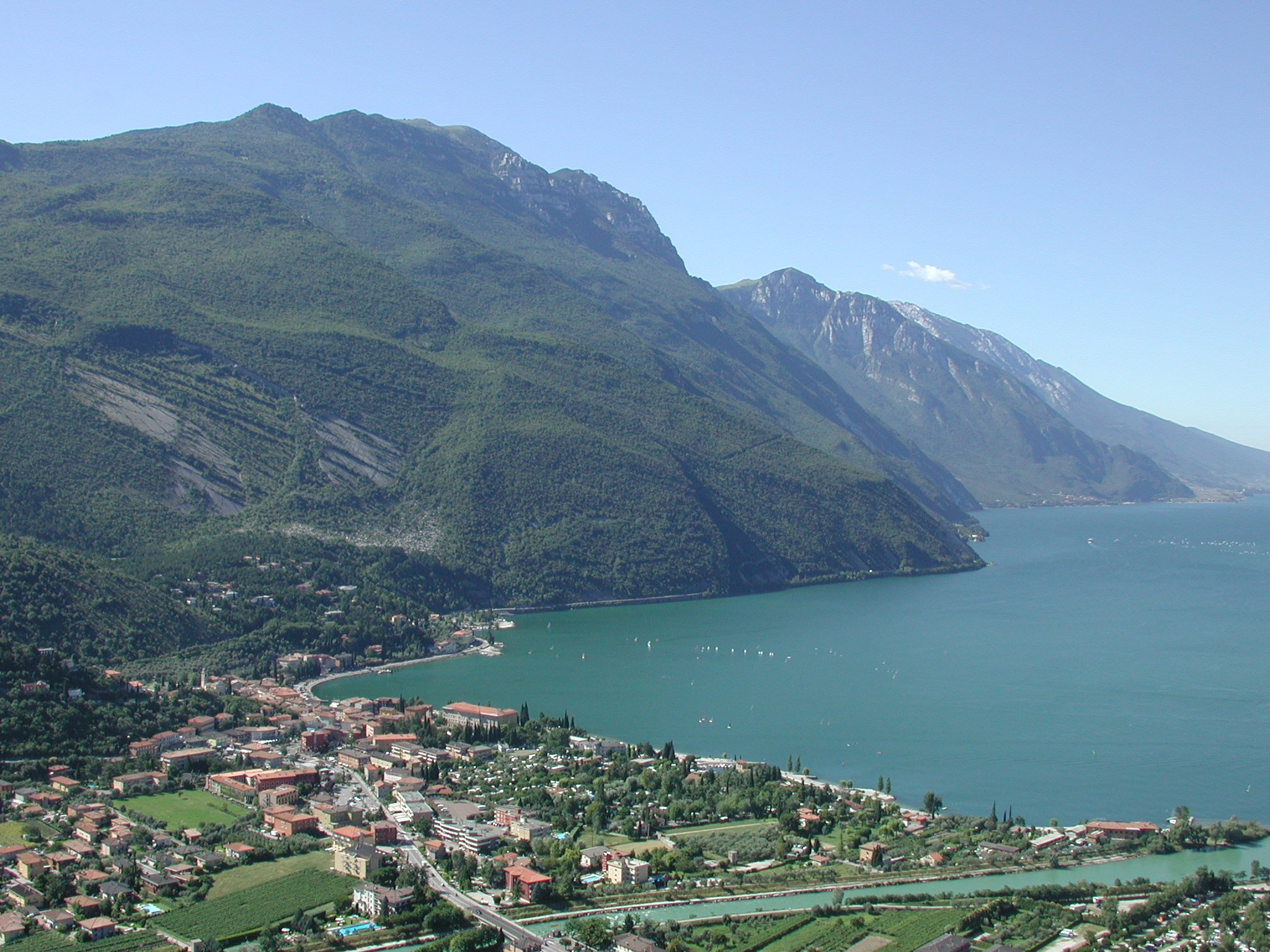
Torbole

Nago-Torbole comprende la zona nord-orientale del lago di Garda e arriva sino alla foce del fiume Sarca, suo principale immissario. A est si eleva la catena del Monte Baldo, con il Monte Altissimo di Nago. Nell'entroterra a nord si estende una piana di circa 7 chilometri fino al territorio di Arco.

### Clima
Grazie alla protezione delle montagne ad est e l'azione termoregolatrice del lago, l'intera piana gode di un microclima di tipo mediterraneo. Qui sono possibili colture che a parità di latitudine in altre aree non sono realizzabili, in particolare quella dell'ulivo.

#### Venti
I venti del lago di Garda influenzano notevolmente l'attività turistica. Dalla seconda metà del XX secolo richiamano gli appassionati di windsurf attirati dalla presenza dei venti tutti i giorni dell'anno. Tra di essi, quelli che soffiano nella zona dell’alto Garda ricordiamo:
- Òra

È il vento più costante e famoso. Proviene da sud e ha la velocità dai 10 ai 12 metri al secondo. Si tratta di un vento pomeridiano.
- Vent Paesàm

Anch'esso un vento permanente e costante. Proviene da nord e ha un'intensità solitamente minore dell'Òra. È un vento notturno e antimeridiano. Spesso genera un effetto denominato "Peler". Mentre le onde, create dall'Òra, si dirigono verso nord, queste vengono pelate dal Vent Paesam che va verso sud. Erroneamente viene chiamato Peler il Vent Paesam.
- Ponale

È un vento particolarmente forte, ma piuttosto raro. Solitamente preannuncia ingenti manifestazioni temporalesche. Proviene dalla valle di Ledro.
- Balinòt

Vento molto forte. Spira di solito in inverno e proviene dal monte Ballino.

## Storia

### Fondazione
La presenza umana si riscontra già dal Neolitico (nella zona del Baldo e di Nago). Anche per l'età del bronzo e le epoche protostoriche e poi storiche (tra cui i celti e successivamente i romani) la presenza di insediamenti è confermata sulla rupe di castel Penede a Nago, in posizione strategica, distrutto dalle truppe francesi di Luigi Giuseppe di Borbone-Vendôme nel 1703.
Si narra che Dante Alighieri compose questi versi a Nago presso la rupe di castel Penede:
(Dante - Divina Commedia - Canto XX Inferno)

### Dall'XI secolo
Un primo atto ufficiale che riguarda la comunità risale al 1041, quando ebbe luogo una disputa per i confini col vicino centro di Mori. In tempi successivi vennero adottati gli Statuti et Ordini che rimasero operativi fino al XVII secolo. Il territorio di Nago-Torbole, che dall'XI secolo faceva parte del Principato vescovile di Trento, fu conquistato militarmente dai veneziani nel 1439 durante le guerre di Lombardia. In quell'anno la Serenissima fece arrivare un'intera flotta formata da venticinque barconi e sei galere con un'impresa chiamata Galeas per montes.
Le navi partirono dal mare Adriatico, risalirono il fiume Adige e giunsero al porto fluviale di Ravazzone. Da qui, a forza di braccia e di buoi, transitarono per Mori; poi seguirono il corso del rio Cameras fino al lago di Loppio. Superarono anche il passo San Giovanni, discesero per la Bocca di Nago attraverso la valle di Santa Lucia e furono calate nel lago di Garda vicino a Torbole.
Un'impresa gigantesca che rimase nella storia della marineria veneziana, che impiegò circa duemila buoi e costò quindicimila ducati. Dopo un primo insuccesso nel 1439, nell'aprile del 1440 la piccola flotta della repubblica della Serenissima sconfisse la flotta viscontea guidata da Taliano Furlano, riuscendo a conquistare Riva del Garda. La dominazione veneta durò fino al 1509, quando Nago-Torbole tornò al principato vescovile di Trento.
Dopo l'invasione napoleonica nel 1796 e brevi appartenenze al Regno di Baviera e al Regno d'Italia Nago-Torbole fu inglobato nell'Impero austriaco, come tutto il Trentino.

### Dal XX secolo
Come gli altri paesi della zona, Nago-Torbole fu completamente evacuato durante la prima guerra mondiale perché si trovava sulla linea del fronte. Nel 1919 entrò a far parte del Regno d'Italia. Nel 1929 venne annesso forzosamente dalle autorità fasciste al comune di Riva del Garda.  
Durante la seconda guerra mondiale fu annesso alla zona d'operazioni delle Prealpi, assieme a tutta la regione Trentino-Alto Adige e alla provincia di Belluno, e nella non ancora ultimata galleria Adige-Garda si allestirono le officine della Caproni che produssero dalla tarda primavera del 1944 parti di aereo per la Messerschmitt AG destinati alla Luftwaffe. Qui si prepararono le Wunderwaffen come la Me 163, Me 262, la Fieseler Fi 103 e l'A4, queste ultime meglio note come V1 e V2.
Nel 1957 il comune fu ricostituito in seguito a un referendum popolare (censimento 1951: pop. res. 1868).Dopo il 1958, con la ritrovata autonomia comunale, sul piano sociale ed economico avvenne un mutamento radicale che portò all'abbandono dell'agricoltura tradizionale e della pesca e alla trasformazione in area a vocazione turistica.
Nel 1980 il windsurf rilanciò economicamente Torbole con l'organizzazione del campionato mondiale. Tale esperienza si è ripetuta poi nel tempo e ha modificato sensibilmente la gestione del territorio.
I dintorni di Nago sono stati valorizzati da numerosi percorsi per mountain bike e per l'arrampicata.

### Simboli
Stemma
Lo stemma è stato approvato con D.G.P. del 22 ottobre 1982 n. 16132/2-B.
Le torri rappresentano le comunità di Nago e di Torbole costituenti il comune; il cavallo inalberato è simbolo di ardire e di libertà; nella parte inferiore è raffigurato il lago di Garda.
Gonfalone
Il gonfalone municipale è un drappo troncato di bianco e di rosso approvato con D.G.P. del 20 gennaio 1983 n. 16132/5-B.

## Monumenti e luoghi d'interesse

### Architetture religiose

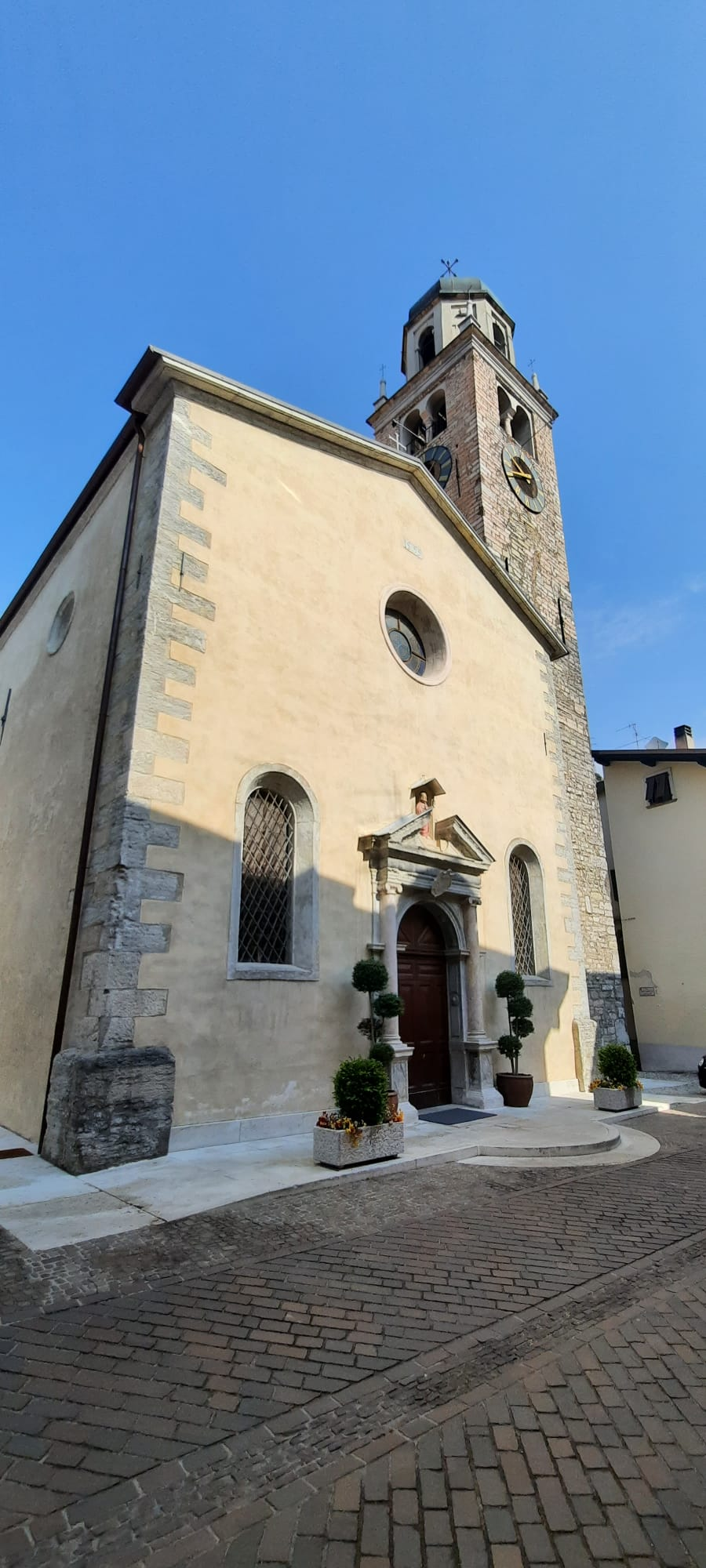
Chiesa parrocchiale di San Vigilio

- Chiesa di San Vigilio. Parrocchiale di Nago, nell'omonima via, una delle arterie principali del paese. La costruzione risale alla fine del XVI secolo (in epoca madruzziana), ma il primo luogo di culto risale probabilmente all'epoca altomedievale. È nominata per la prima volta nel 1203, in un documento relativo a una diatriba tra gli abitanti di Nago e il vescovo di Trento Corrado II di Beseno. Viene definita chiesa collegiata quindi importante nel territorio. Durante la visita pastorale del 1536 gli inviati vescovili invitano gli abitanti del paese a ricostruire la chiesa e i lavori terminarono nel 1599. Venne cambiato l'orientamento della navata, con l'abside a ovest e l'entrata a est, contrariamente alla tradizione. L'interno è sobrio, con altari di marmo settecenteschi. Oltre all'altare maggiore vi sono quelli dedicati a Santo Stefano, alla Vergine del Rosario, a Santa Teresa di Lisieux (un tempo intitolato all'Immacolata Concezione) e a Sant'Antonio di Padova. Quest'ultimo ospita una pala di Bortolo Tomasini raffigurante il santo assieme alla Vergine e al Bambino. Dopo la seconda guerra mondiale, considerato l'alto numero di fedeli, l'edificio venne ampliato con la costruzione del transetto e assunse la forma a croce latina.[4]

- Chiesa della Santissima Trinità fu costruita nel XVII secolo ed era la sede di una confraternita. Al suo interno sono conservati l'altare maggiore, costruito in marmo, sul quale è collocata una pregevole scultura lignea raffigurante la Trinità, opera di uno scultore tirolese del XV secolo. Gli altari laterali, presentanti ancona lignea seicentesca e antependio marmoreo dei primi anni del secolo successivo, sono dedicati a San Carlo Borromeo e San Francesco d'Assisi, raffigurati in due pale seicentesche. Sulla cimasa del primo dei due è collocato lo stemma della nobile famiglia dei Tonelli, molto munifica nei confronti nella chiesa. Nella chiesa è presente anche un dipinto del XIX secolo raffigurante la Madonna dell'Aiuto.
- Chiesa di San Rocco. Piccola chiesa sussidiaria all'estremità est del centro abitato.[4]
- Chiesa di Sant'Andrea, patrono dei pescatori, si trova sopra l'abitato di Torbole. La prima citazione storica riferita a una cappella di Sant'Andrea in questa località è in un documento del 1175, e in seguito viene ricordata in un documento del 1183 da papa Lucio III. Fu ricostruita in stile tardo barocco dopo la devastazione delle truppe francesi del 1703, ma furono recuperati elementi architettonici precedenti (come dimostrano le date 1496 e 1512 scolpite sul basamento dei due archi di pietra del transetto). La pala dell'abside raffigura il Martirio di S.Andrea, di Giambettino Cignaroli. Le varie figure del dipinto, precise e realistiche, pare siano state realizzate prendendo come modelli diversi popolani di Torbole. Nelle due navate laterali hanno sede due statue lignee, di S. Giuseppe e della cosiddetta Madonna Romani (dal nome del benefattore che la donò).[4]
- Chiesa di Santa Maria al Lago a Torbole, in riva al lago di Garda

### Architetture militari
- I forti austro-ungarici di Nago sono forse i meglio conservati del Trentino, e ospitano il museo comunale. La storia di queste fortificazioni cominciò il 21 dicembre del 1859, quando il Ministero a Vienna approvò il progetto di costruzione del forte alto di Nago. La costruzione (sotto l'Ufficio del Genio militare di Riva) si svolse fra il 1º giugno del 1860 e il 5 gennaio del 1861. Il collaudo avvenne nel 1863.Veduta del Forte di Nago

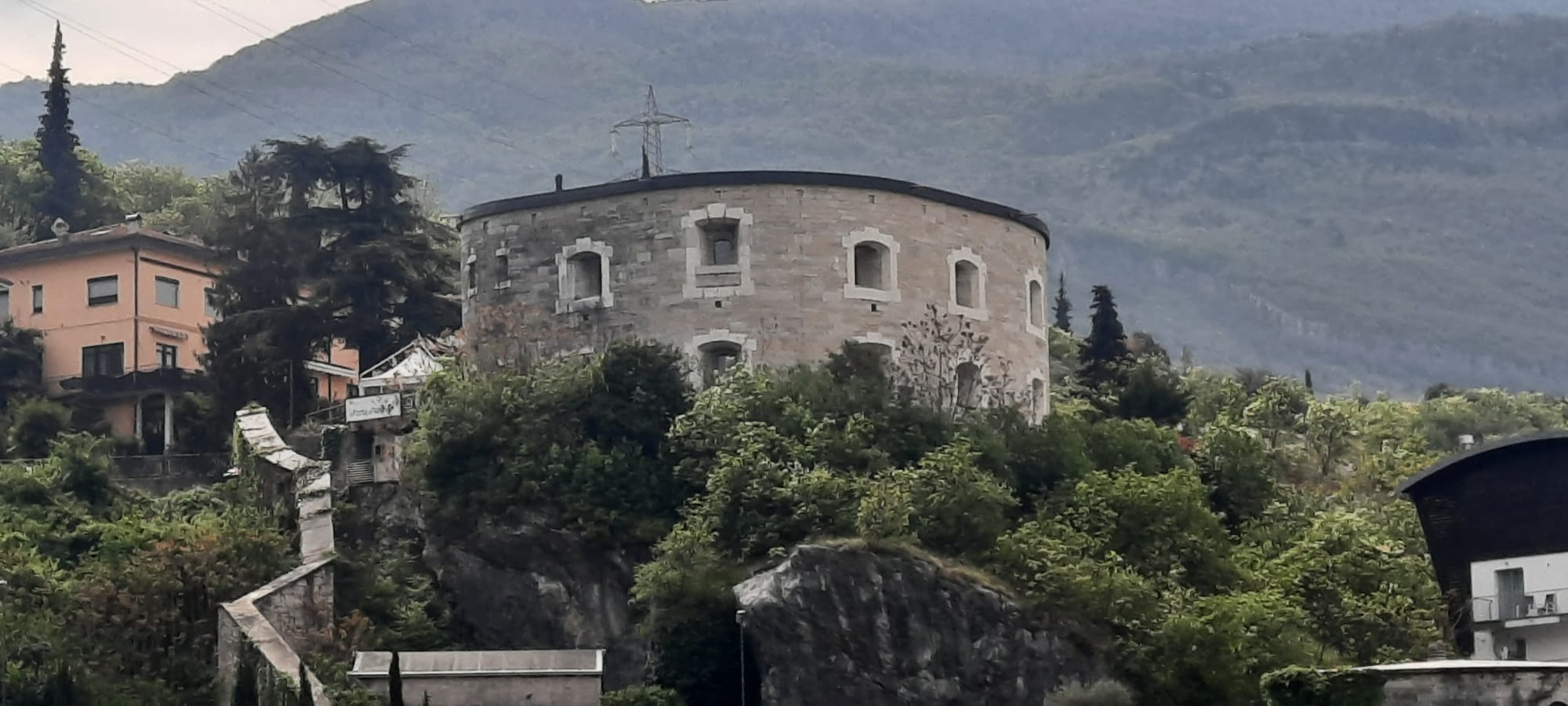
Veduta del Forte di Nago

- Il forte di Nago appartiene alla "prima generazione" (come, per esempio, il forte San Nicolò a Riva), in pietra ben lavorata con materiale reperito in zona (giallo di Mori per il forte superiore e rosa per quello inferiore). Era composto da due casematte poste di traverso alla strada che fu sbarrata con un portone.

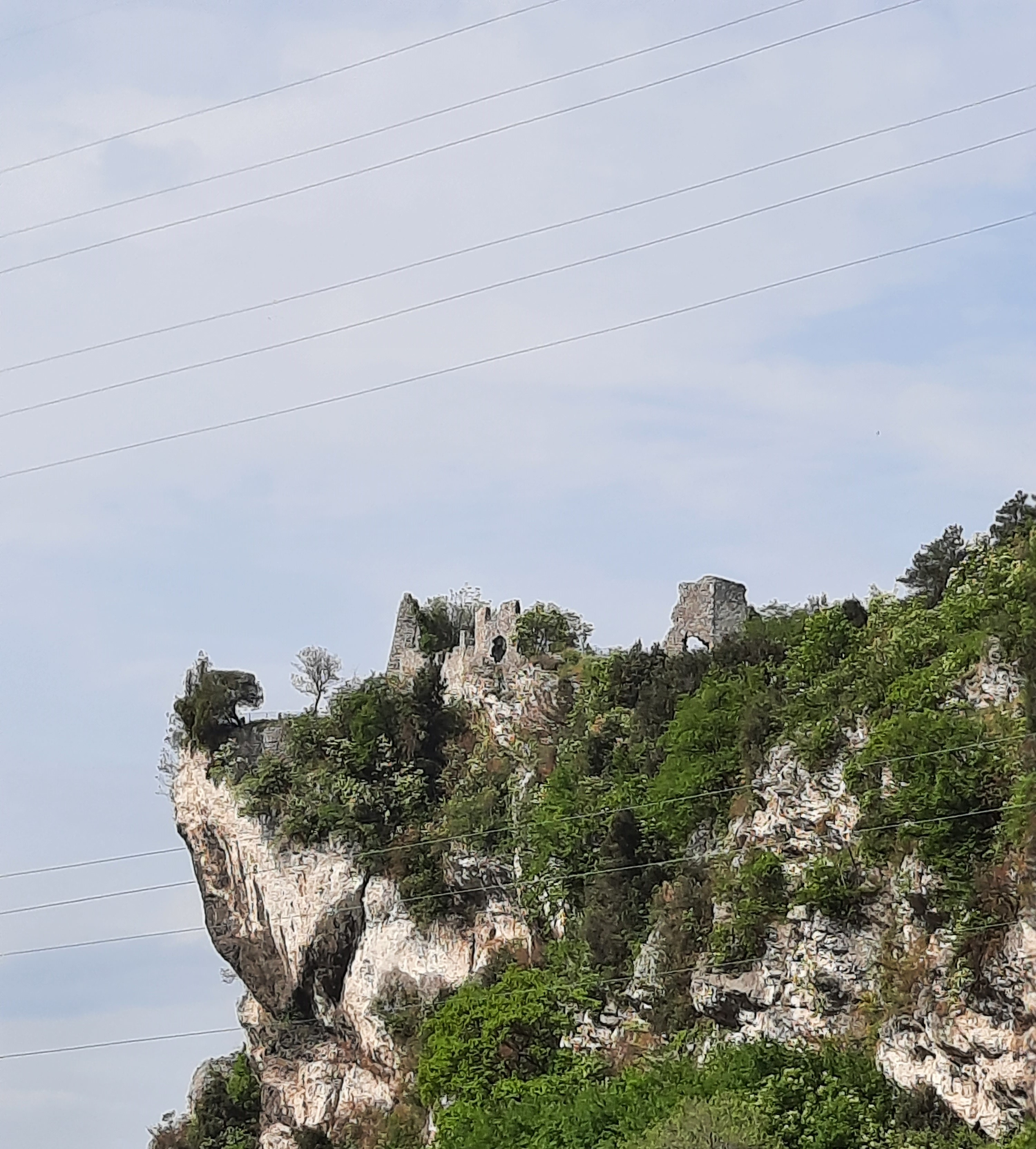
Veduta dei ruderi di Castel Penede

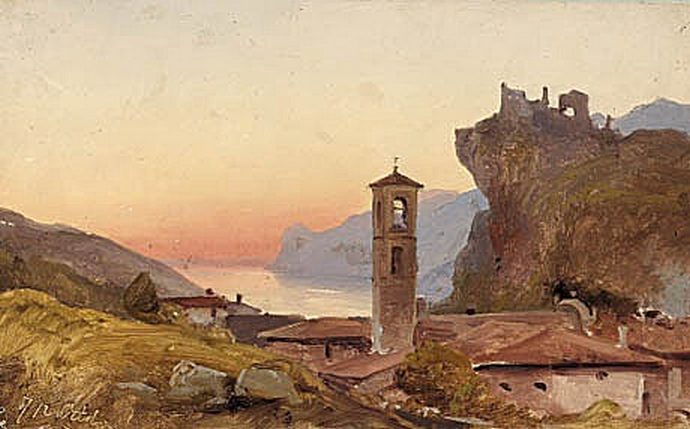
Castel Penede

- I ruderi di Castel Penede, sottoposti a vari restauri dagli anni novanta, si trovano in posizione strategica, proprio sopra il comune di Nago-Torbole. Il castello sorgeva al limite meridionale del promontorio roccioso di Nago, che si protende verso il lago di Garda, e fin dall'epoca romana faceva parte di un sistema di fortificazioni a controllo del territorio.[17] L’attività archeologica recente ha messo in evidenza che il sito ha una storia di 8/9 secoli. Il castello medievale fu fatto erigere tra il 1203 e il 1207 da Ulrico II D’Arco in una posizione strategica, che lo metteva in relazione con il lago di Garda e la strada di Santa Lucia verso Mori.[18] Dal XIII fino al 1703, anno della sua distruzione, il castello fu al centro di sanguinose lotte tra diverse nobili famiglie che volevano entrarne in possesso. Nel 1210 fu conteso tra gli Arco e il vescovo di Trento. Nel 1266 a causa del lascito testamentario di Cubitosa D’Arco[19]la proprietà passò prima ai Tirolo e poi ai Castelbarco. Fu solo nel 1348 che gli Arco riuscirono a far rinunciare i Castelbarco al castello e ne restarono i proprietari indisturbati fino al 1438, anno in cui fu occupato dalle truppe del Gattamelata e cadde sotto il dominio veneziano.[20] Dopo circa settant’anni di dominazione veneziana, nel 1509 il castello fu occupato dalle truppe imperiali di Massimiliano I d’Asburgo e venne restituito agli Arco come feudo imperiale. Questa situazione nel corso del XVI secolo causò contrasti con l’imperatore Ferdinando I d’Asburgo, conte di Tirolo, perché gli Arco erano legati a vincoli feudali anche con la contea tirolese ed erano soggetti al governo di Innsbruck.[21] Ciò portò gli Arco a una serie di lotte fratricide a metà del XVI secolo. Questa situazione fu sfruttata dal governo di Innsbruck che nel 1579 occupò il castello insediandovi i propri capitani. Ne mantenne il possesso fino al 1614, anno in cui venne restituito agli Arco come feudo tirolese. Gli Arco ne persero nuovamente il possesso nel 1672, a causa di una cattiva gestione. Successivamente venne loro restituito nel 1681. Ne erano ancora i proprietari nel 1703, quando Castel Penede fu assediato e distrutto dalle truppe francesi durante la guerra di successione spagnola. Da allora non fu più ricostruito ed oggi si trova in stato di rovina.[17]

### Aree naturali

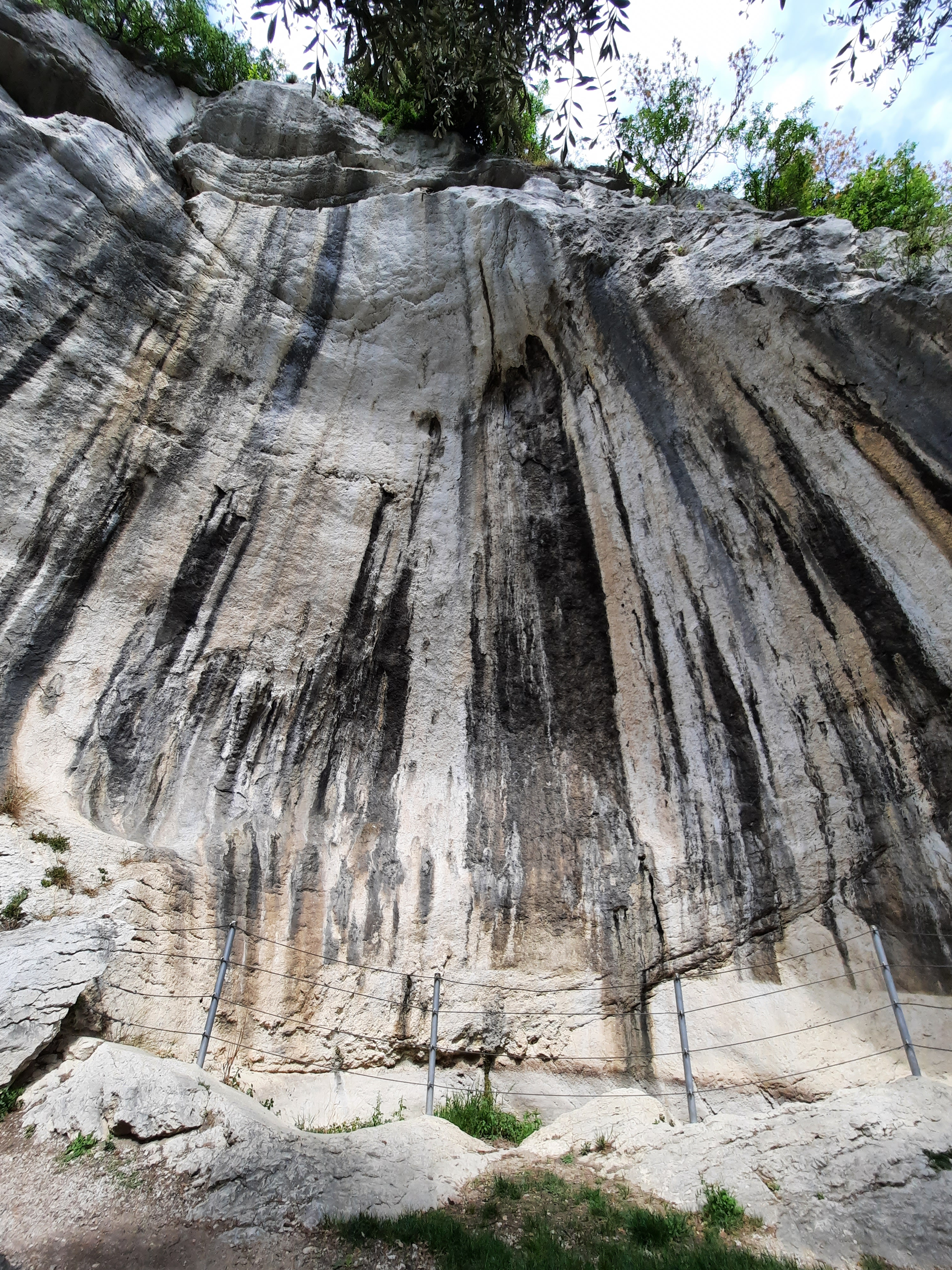
Marmitta dei Giganti a Nago

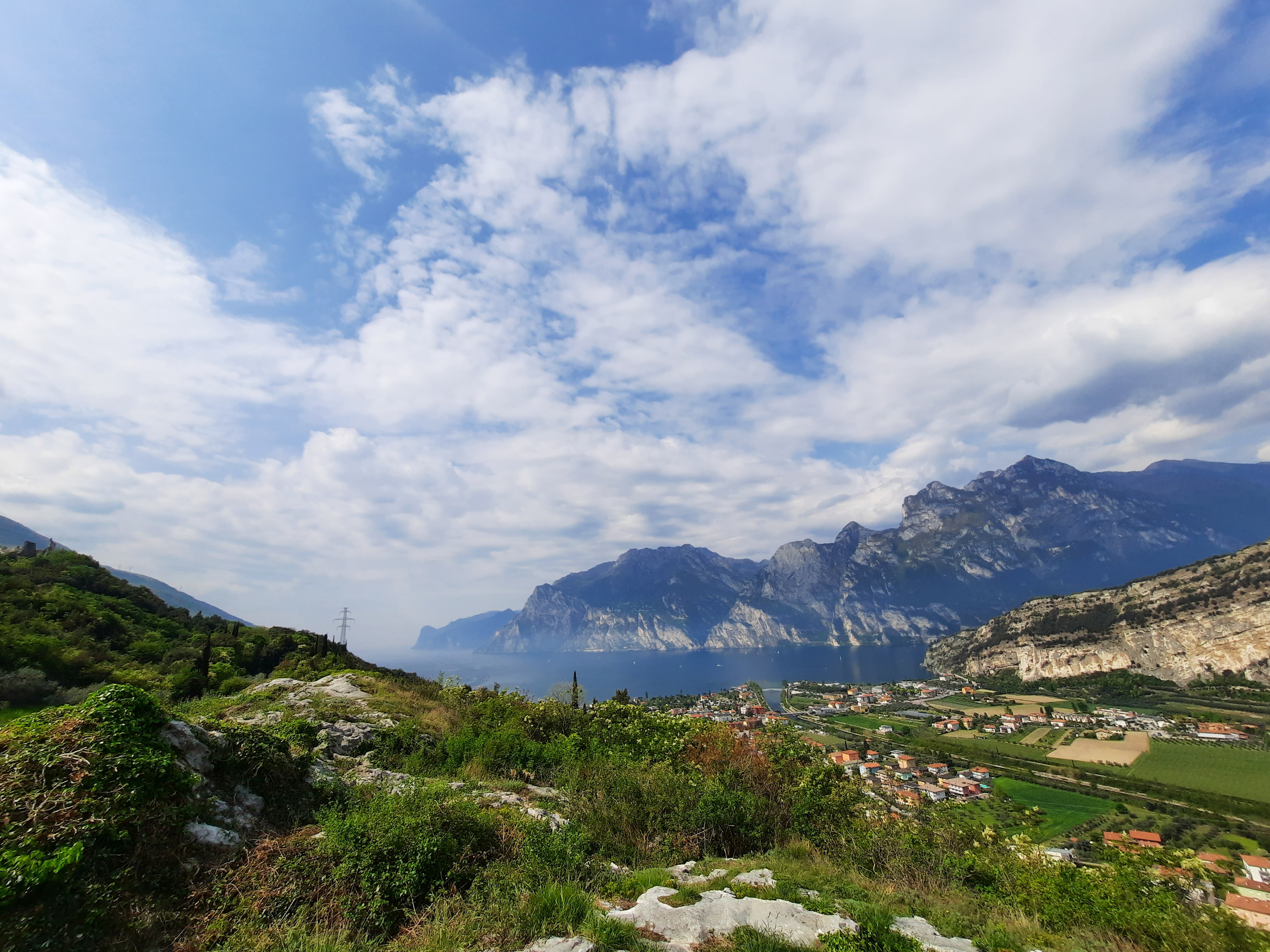
Vista della Valletta di S. Lucia

- Marmitte dei giganti. Fenomeno postglaciale tra i più interessanti eventi geologici del Trentino così descritto da Aldo Gorfer nelle sue Valli del Trentino del 1975:[4]

- Valletta di Santa Lucia. Tramite l'antica strada romana, attiva fino ai primi del Settecento, collegava la valle dell'Adige con il lago di Garda. Si snoda in un oliveto centenario che vanta alcuni tra gli alberi più longevi del Trentino. Il valico che dalla valletta porta alle rive del nord del lago di Garda ed alla Vallagarina è stato teatro della mitica impresa compiuta dalla Serenissima nel 1438, nota come Galeas per montes. Lungo il suo percorso la vista domina l'intero lago di Garda, fino a Sirmione ed è ricoperta da una estesa area boschiva di interesse naturalistico.
- Sentiero Busatte Tempesta, percorso naturalistico di recente costruzione, a balcone sul lago di Garda, che collega Torbole alla sua frazione Tempesta, antico confine fra Austria e Italia. La passeggiata è lunga 4 km, e procede a mezza costa del monte Baldo a picco sul lago, superando due costoni: il "Corno di Bò" e il "Salt de la Cavra". Non è percorribile in mountain bike. Il tempo di percorrenza a piedi è di circa un'ora e 15 minuti.
- Olif de la Gort, ulivo storico nella zona di Nago che si potrebbe definire un monumento naturale (assieme a un altro, chiamato Olif de Bòtes, che si trova nel comune di Arco). Questo esemplare di ulivo si avvicina al millennio di età e viene citato da studi di settore.[22][23]
- Monte Altissimo ( 2078 m ), massiccio delle Prealpi Gardesane alle cui pendici sorgono i due abitati di Nago e Torbole, sede di un Parco locale che tutela la ricca flora e fauna abitante del rilievo, di cui molte specie di grande interesse e valore naturalistico o endemismi del territorio.

### Altri luoghi di interesse

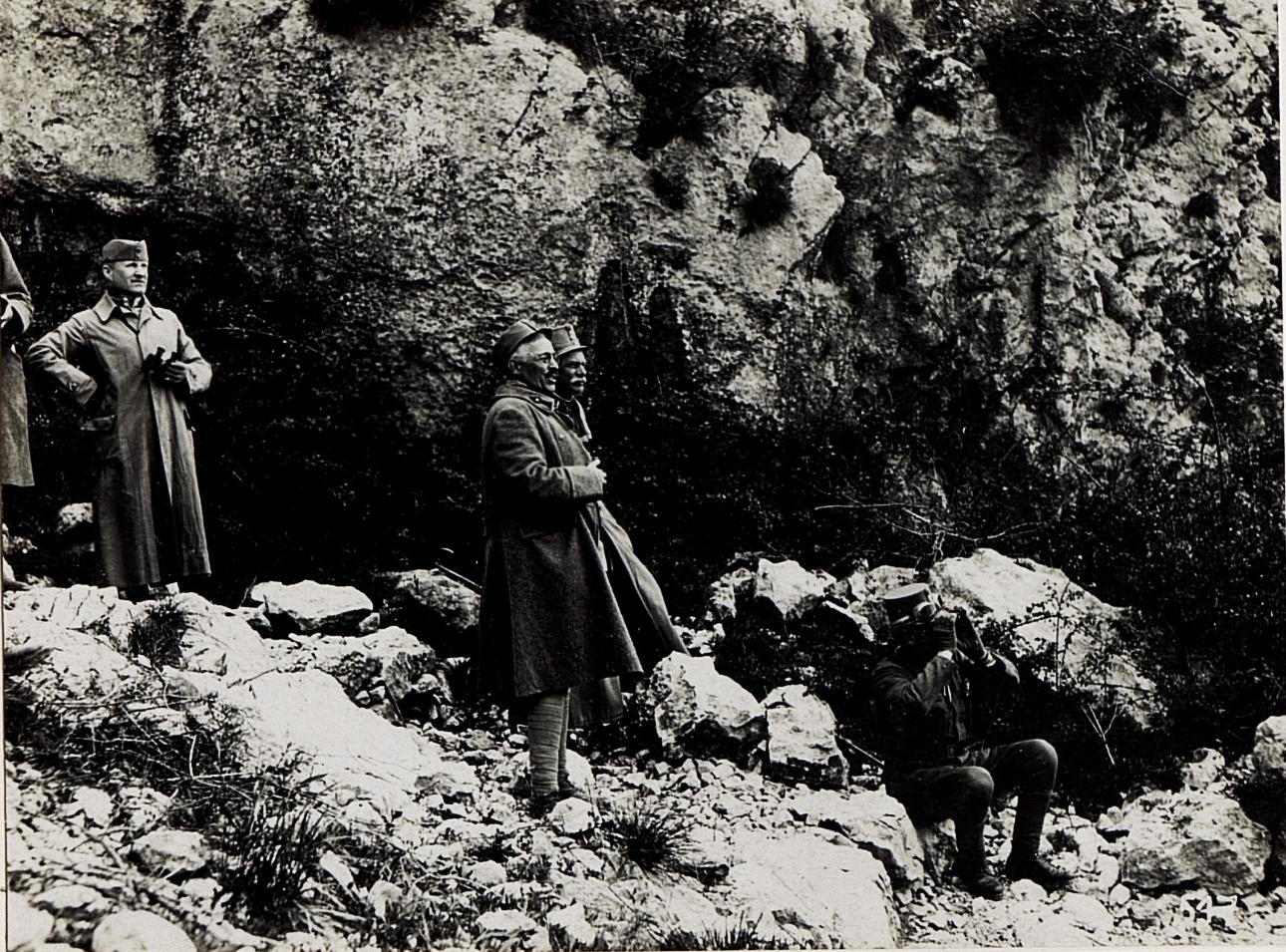
Soldati al fronte

- Doss Casina, Doss Alto e Malga Zures. Prima dello scoppio della I guerra mondiale il Trentino-Alto Adige faceva parte dell’Impero austro-ungarico e confinava a sud-est col Regno d’Italia. Quando nel 1915 l’Italia entrò nel conflitto, dichiarando guerra all’Austria, il Trentino si trasformò in un campo di battaglia: vennero edificate e scavate trincee e i paesi furono evacuati e bombardati. Trovandosi in zona di confine, anche Nago-Torbole fu teatro di sanguinosi scontri. Inizialmente il monte Baldo e la cima del monte Altissimo di Nago furono occupate dagli alpini, mentre l’esercito italiano occupò Doss Casina al termine di una battaglia, alla quale parteciparono anche gli appartenenti al movimento futurista: Filippo Tommaso Marinetti, Umberto Boccioni e Luigi Russolo. I futuristi appoggiavano da tempo l’intervento dell’Italia nel conflitto e avevano duramente criticato l’iniziale neutralità del governo italiano. Si arruolarono come volontari nel Battaglione Volontari Ciclisti Automobilisti, un’associazione che dal punto di vista politico dichiarava di essere apertamente ostile agli imperi centrali. Alcuni combattimenti del conflitto si svolsero anche a malga Zures;[24] gli austriaci la fortificarono perché per la sua posizione strategica era uno dei luoghi più delicati del fronte difensivo austriaco nell'area dell’Alto Garda. Tra il 30 ed il 31 dicembre 1915 malga Zures fu teatro di uno degli episodi più violenti, con gli italiani che tentarono di occupare l'area ma che dovettero arretrare. Fino alla fine della guerra la posizione rimase saldamente in mano agli austriaci, con gli italiani molto vicini, stanziati a Doss Casina, Doss Remit e Doss Alto.[25] Tra gli scontri più sanguinosi di questa zona si ricorda la battaglia che si combatté nel giugno 1918 a Doss Alto di Nago, che dapprima cadde in mano austriaca ma che successivamente fu riconquistato dalle truppe italiane. Come testimonianze della I Guerra Mondiale si possono ancora visitare a Doss Casina la chiesetta degli alpini, la lapide che ricorda i futuristi caduti in battaglia del Battaglione Lombardo Volontari Ciclisti Automobilisti e, nei pressi della cima, parte delle trincee e dell'osservatorio. A Doss Alto si trovano le lapidi del vecchio cimitero di guerra, e a malga Zures sono ancora visibili le lapidi dei soldati caduti e parte delle trincee.[26]  Nel 2011 gli alpini di Nago hanno deposto una nuova croce vicino alla storica chiesetta sulla cima di Doss Casina. La croce è composta da resina trasparente, all’interno della quale si possono osservare reperti bellici austro-ungarici, italiani e tedeschi delle due guerre mondiali, ritrovati nelle trincee di Doss Casina.[27]

- Area archeologica di Doss Penede. Il sito retico-romano di Doss Penede occupa circa 3 ettari sul versante occidentale del dosso calcareo di Castel Penede. Le prime attestazioni risalgono circa alla seconda Età del Ferro.[28] Si tratta, ad oggi, principalmente di un sistema di terrazzamenti collegati da scale monumentali.[29] L’insediamento rimane stabile per tutto il periodo pre-romano, data la posizione centrale per il controllo del territorio, a finestra sia sulla zona del lago di Garda che sulle valli di Trento e Loppio, soprattutto in età celtica, contando almeno due villaggi nell'area. Con l’espansione del popolo romano nel Nord Italia, il sito continua ad essere utilizzato, e una volta conquistato prende il nome di Castrum Penede. Vi sono stati di recente vari rinvenimenti di reperti risalenti all'età augustea, da vasellame e armi a resti di domus e di un castrum ben conservato. Nel Medioevo viene edificato su tali rovine il Castel Penede, da cui il dosso prende il nome.[30]

- Murales di Nago. Negli ultimi anni il centro storico di Nago si è arricchito con la realizzazione di tredici murales che illustrano per lo più le arti e i mestieri di una volta. L'idea è venuta ai ragazzi del gruppo popolare 900, nato nel 1992, attualmente sciolto. L'intento era quello di creare un sodalizio capace di dar vita ad eventi culturali di ogni tipo, dal cinema al teatro, dalla musica alla pittura. I murales sono stati realizzati fra il 1996 ed il 1998 da alcuni giovani artisti.[31]
  1. I giochi - Casa della Comunità. Sulla facciata est dell'edificio Ivan Maggi, unico artista naghese partecipante alla rassegna pittorica, ha realizzato "Giochi in una piazza in festa". Non rappresenta un omaggio alla memoria e alle tradizioni.
  2. Mons - Rosà e Mazzoldi. Il grande murale commemorativo dei due vescovi missionari, che rappresenta il Vangelo: l'Africa con i volti scuri degli indigeni per il vescovo Mazzoldi e la lontana Cina con mandarini e pagode per il vescovo Rosà; a ricordare la loro comune origine un panorama di Nago.
  3. Il calzolaio - è un omaggio alla vecchia arte del ciabattino.
  4. Il "Pesaròl" - è una grossa pietra cilindrica del peso di alcuni quintali, che secondo la tradizione faceva parte di un'antica pesa a ponte per carri, oggi utilizzata come pianerottolo di una scala esterna.
  5. Il forno -  raffigura un fornaio impegnato a fare il pane; situato appena sopra l'unico forno antico rimasto sotto il portico di via dei Forni.
  6. La masera e il tabacco - è dedicato allo scomparso mestiere della lavorazione delle foglie di tabacco. Questa industria era attiva a Nago dalla fine del 1800 fino all'inizio del 1960, quando fu interrotta perché non in grado di reggere la concorrenza dei paesi dell'Est.
  7. La vendemmia - è dedicato al momento della vendemmia, occasione di festa per tutta la comunità poiché l'uva veniva pigiata nei tini con i piedi.
  8. Il pastore -  nel periodo compreso fra le due guerre mondiali in questo luogo si contavano oltre cinquecento capre. Il loro numero richiedeva la presenza di un pastore, nominato ogni anno dalla rappresentanza comunale.
  9. La battitura del grano - la produzione di frumento predomina in Trentino solo fino al 1700, soppiantata nel secolo successivo dalla produzione di mais. Le aie, come ad esempio quella prospiciente il murale, erano pavimentate con lastre di pietra posate il più perfettamente possibile per realizzare una superficie regolare ed efficace per la battitura. Di cortili così lastricati a Nago se ne trova una decina.
  10. "El broz" che scende dal Baldo - raffigura uno speciale carretto a due ruote a trazione animale, comunemente detto in tutto il Trentino "broz". Testimone di questa attività sul monte Baldo è la vecchia strada detta, appunto, "dei brozi" che porta impressi nel suo selciato i solchi dovuti al secolare passaggio di carri.
  11. Veneziani con le barche - intende rievocare non un mestiere scomparso, ma uno straordinario avvenimento storico: quello notissimo delle "Galeas per montes".
  12. La stalla a far "filò" - ricorda l'antica usanza del filò nella stalla: le famiglie contadine trascorrevano le serate invernali giocando a carte, fumando la pipa, raccontando storie e lavorando a maglia.
  13. "M.A.R." trenino - ricorda la presenza del piccolo trenino a scartamento ridotto della M.A.R., acronimo di Mori-Arco-Riva. Il servizio fu attivo dal 1891 al 1936, e negli anni a cavallo dei due secoli il trenino trasportò i primi turisti nordici che sceglievano il Garda. Nel 1936 le Ferrovie Italiane ne decisero la dismissione.[32]

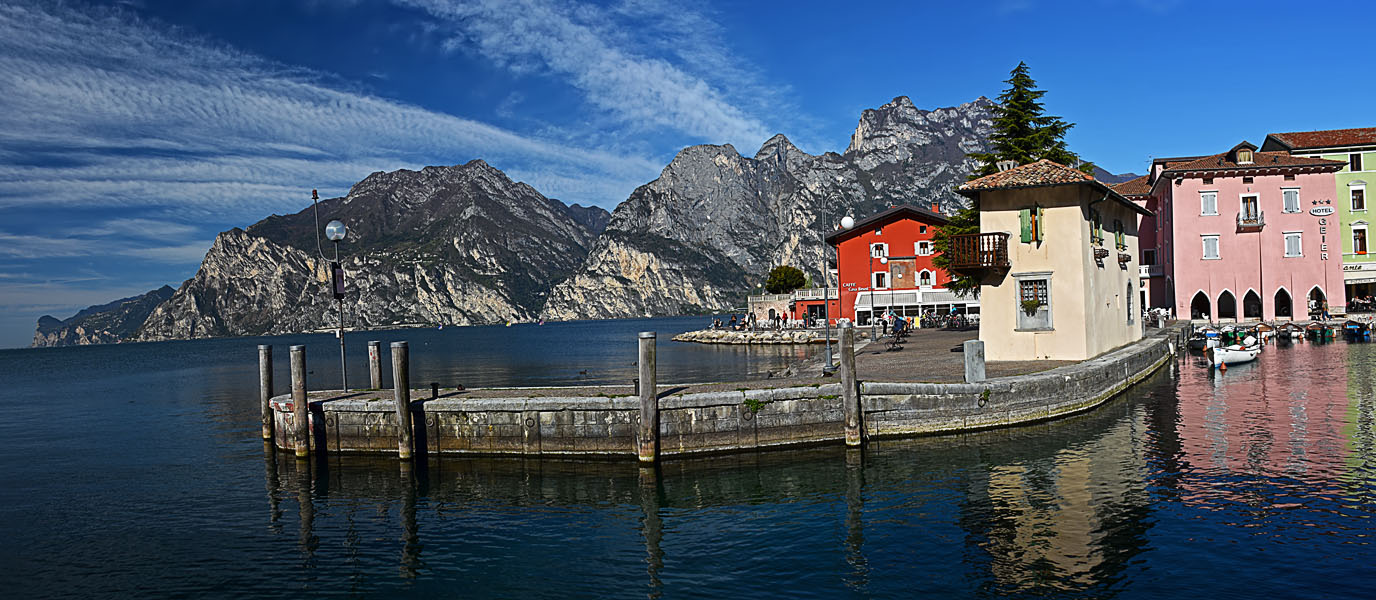
Il piccolo porto e Casa del Dacio

- Spiaggia, lungolago e ciclo-pedonale. Tutto il territorio comunale confinante con il lago è di proprietà pubblica. La spiaggia, il lungolago e la ciclo-pedonale costiera sono stati totalmente ricostruiti ed ampliati tra il 1995 e il 2000 con la costruzione anche di un nuovo ponte ciclo-pedonale sul fiume Sarca e di una passerella a sbalzo sul lago, che collega Torbole con Riva del Garda. È possibile percorrere a piedi o in bicicletta l'intero Alto Garda trentino, dalla zona est di Torbole fino alla zona ovest di Riva del Garda, costeggiando il lago. All'altezza del Sarca, sulla ciclabile che costeggia il fiume, si può raggiungere anche la vicina cittadina di Arco.
- Il ripostiglio di Nago. Ritrovato nella località di Maroc di Casale, il ripostiglio risale all’epoca della diarchia (il termine post quem si data al 285-290 d.C.). Consiste in 358 monete di argento, di cui 81 antoniniani e 277 aureliani. Secondo alcuni studi, soprattutto relativi al peso riscontrato al momento del ritrovamento, sembra fosse composto da 1750 monete. Al museo di Riva del Garda, prima ubicazione dei reperti, arrivarono soltanto 505 monete, 126 delle quali andarono perdute durante lo spostamento al museo del Buonconsiglio di Trento, dove le restanti si trovano attualmente.[33]

## Società

### Evoluzione demografica
Abitanti censiti

## Cultura

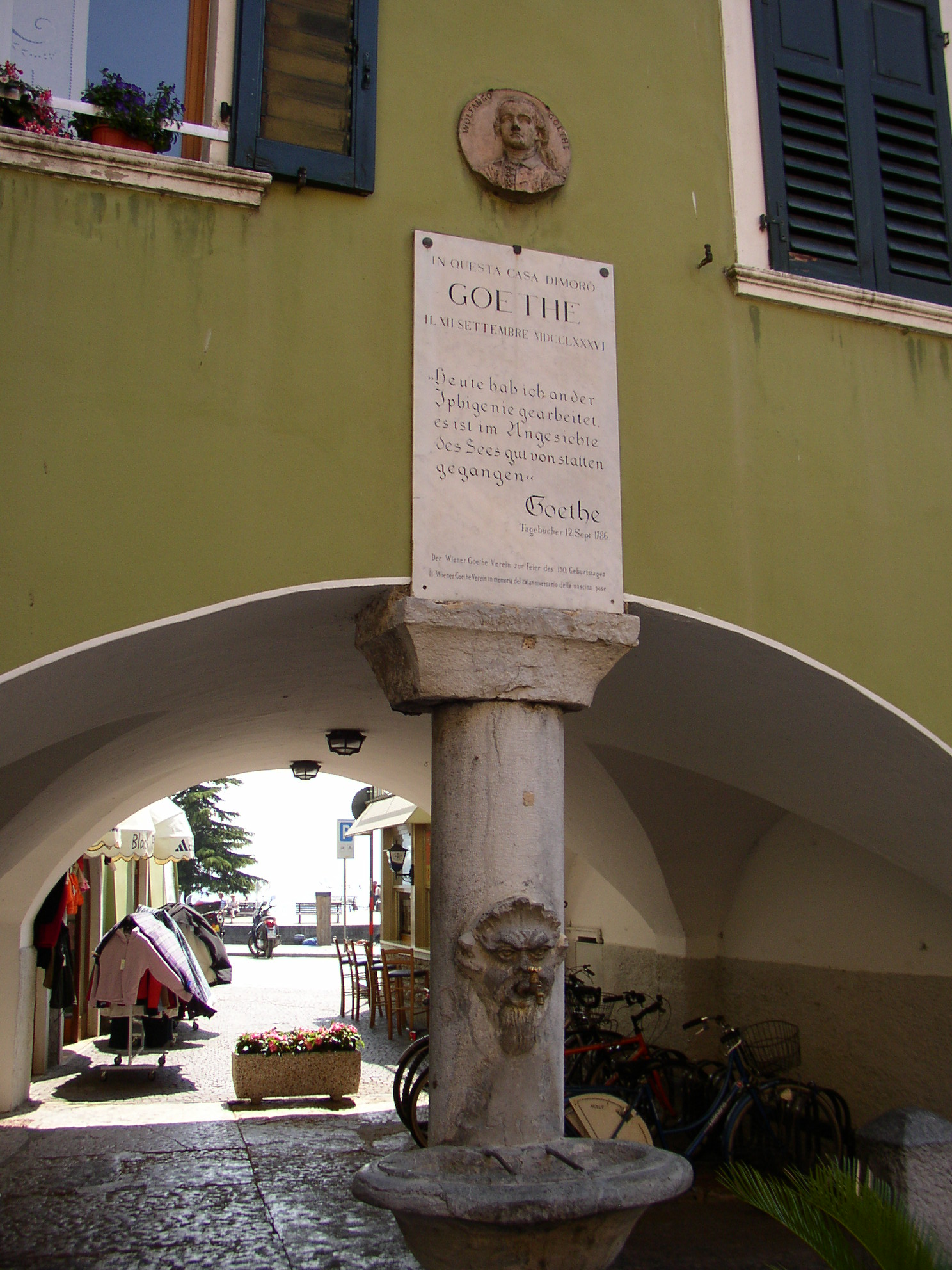
Targa sulla casa dove Goethe soggiornò il 12 settembre 1786.

### Arte
La presenza a Torbole di numerosi artisti e letterati è documentata e ricordata. Johann Wolfgang von Goethe arrivò il 12 settembre 1786 e alloggiò presso l'osteria alla Rosa della famiglia Alberti, dove soggiornò e scrisse sia parte dell'Iphigenia sia alcune pagine del suo Diario italiano (Italienisches Tagebuch) il 12 e 13 settembre del 1786. Il 12 settembre annotò: 
(J. W. Goethe.)
A partire dal XIX secolo Torbole fece parte del Grand Tour, quindi fu frequentata da molti pittori e artisti (per lo più germanofoni) attratti dalle opere di Goethe. Il pittore berlinese Hans Lietzmann vi si trasferì nel 1899, vi aprì una scuola e qui morì.
Molti pittori scelsero il paesaggio di Torbole per le loro opere, come
Hermann von Kaulbach e Peder Mørk Mønsted.

### Cucina
La tradizione gastronomica locale si basa su alcuni elementi tipici della cucina trentina che qui subisce l'influsso del vicino lago di Garda. Quindi non ci sono piatti esclusivi locali, ma un insieme di materie prime e preparazioni che si trovano in molte località limitrofe: la polenta, la selvaggina, pesci come la trota, il luccio, il coregone e il persico. In cucina sono impiegati l'olio prodotto dagli uliveti del Garda e la frutta come i fichi, le prugne, le pesche e le mele. Di Torbole si ricorda inoltre un broccolo piuttosto apprezzato, divenuto presidio slow food.
Vengono cucinati piatti come i bigoi co le àole (spaghettini con sardelle, preparati anche durante il carnevale di Torbole, la Sbigolada), i zisam (sardelle di lago e cipolle), la torta de fregoloti (a base di pasta frolla e mandorle), il brocol de Torbole e la fugasa de molche - un dolce con fichi secchi, pinoli e noci (simile allo zelten) con l'aggiunta di sansa di olive.
La sansa d'olive (in dialetto "molche") è il residuo denocciolato della lavorazione delle olive che rimane dopo aver estratto l'olio extravergine.
Dagli anni ottanta una continua diminuzione delle aole (sardelle) ha fatto inevitabilmente sparire tutte le ricette originali, e il pesce è stato sostituito con le più pregiate sardene, un tipo di agone.

### Eventi
Il Garda Jazz Festival (nato nel 2000) è una rassegna di musica jazz che coinvolge vari centri del trentino gardesano: Nago-Torbole, Arco, Drena, Riva del Garda, Dro e Tenno. La collaborazione con alcuni locali e pub per la realizzazione dei Jazz Café è divenuta una tradizione e richiama musicisti provenienti da tutto il Nord Italia.

## Economia

Torbole in una cartina del 1904

A lungo l'economia è stata legata all'agricoltura e alla pesca, determinate dal clima gardesano. Qui la coltivazione dell'ulivo è documentata almeno dal I secolo, e la produzione di olio di oliva ha avuto un'enorme importanza.
A partire dagli anni venti la zona iniziò ad attrarre sempre più turisti, e nel secondo dopoguerra avvennero i mutamenti più radicali, col progressivo abbandono di parte dell'agricoltura tradizionale e della pesca unito al contemporaneo sviluppo dell'attività turistica. Sono ancora presenti attività legate all'artigianato.
Dagli ultimi decenni del XX secolo Torbole è apprezzata per la balneazione e per gli sport d'acqua. Grazie al vento forte e costante è meta dei cultori della vela.
Attorno a Nago sono disponibili tracciati per mountain bike e pareti per l'arrampicata, oltre ai normali tracciati escursionistici sul monte Baldo.

## Infrastrutture e trasporti

### Strade
La strada statale 249 Gardesana Orientale diretta a ovest costeggia il lago e congiunge Torbole con Riva del Garda diviso dal monte Brione, mentre a sud collega il capoluogo comunale con la provincia di Verona e dunque con il Veneto nel comune di Malcesine, con il quale confina (distante una quindicina di chilometri).
La strada statale 240 di Loppio e Val di Ledro è un'altra importante arteria che collega Torbole a est al comune di Mori, alla Vallagarina e poi all'autostrada A22 del Brennero.

### Ferrovie
Fra il 1891 e il 1936 era attiva la stazione di Nago-Torbole, posta lungo la ferrovia Mori-Arco-Riva, il cui percorso, dopo la soppressione del servizio, è stato riadattato in parte a pista ciclabile e in parte in strada carrabile.

## Amministrazione
Il 10 maggio 2015 è stato rinnovato il Consiglio Comunale. L'amministrazione è guidata dal sindaco Gianni Morandi.

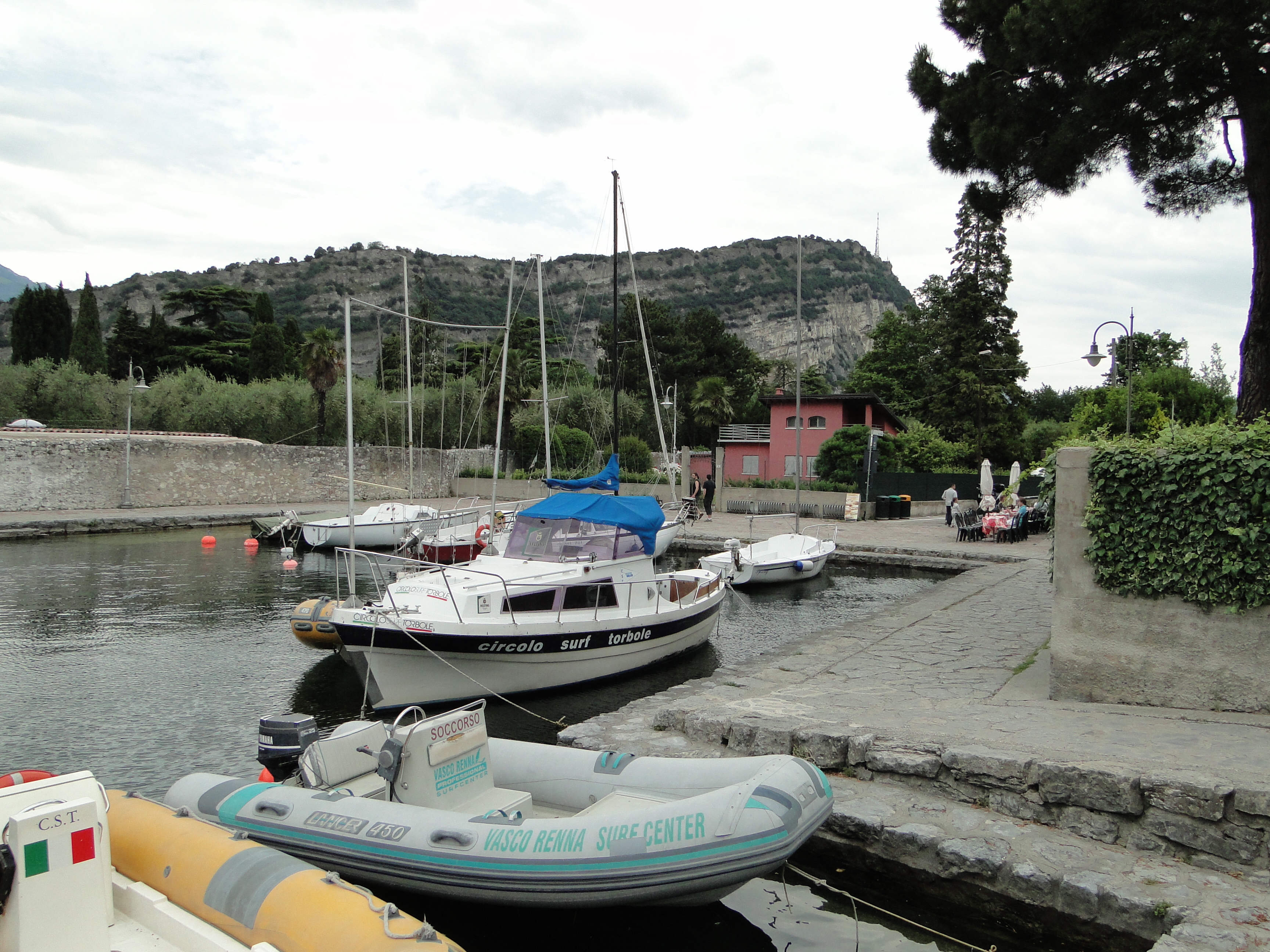
Piccolo porto del Circolo Vela Torbole e del Circolo Surf Torbole

## Sport

### Windsurf e vela
- Circolo Vela Torbole, nato nel 1964 ed è uno dei più importanti a livello nazionale ed europeo. Le sue regate ospitano campioni e squadre di livello internazionale.
- Circolo Surf Torbole,[45] fondato nel 1979, conta tra i soci anche la campionessa olimpica Alessandra Sensini. Tra le manifestazioni nazionali e internazionali ospitate, si ricordano tre edizioni dei mondiali (1988, 1992 e 2006).